# Robert Steidl

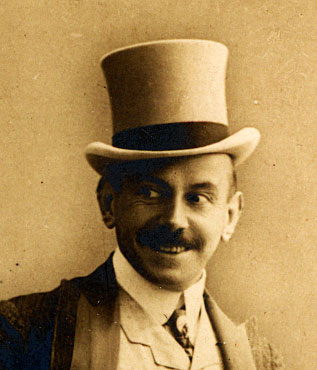
Robert Steidl um 1910

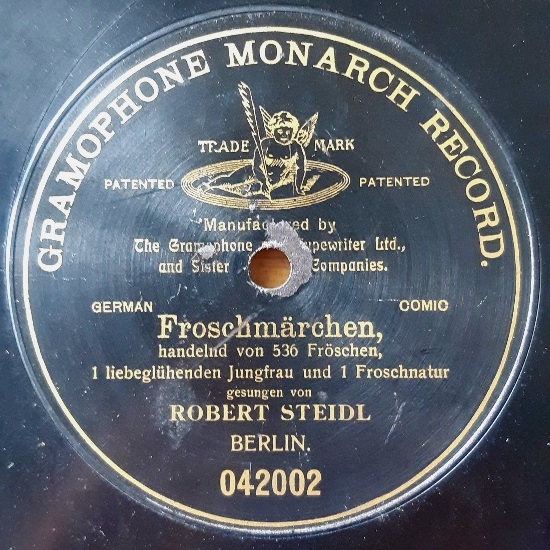
Schallplatte von Robert Steidl (Berlin 1903)

Robert Steidl, auch Robert Steidl-Franke (* 31. Januar 1865 in Berlin; † 24. April 1927 in Hamburg; eigentlich Hermann Adolf Anton Robert Franke) war ein deutscher Filmkomiker, Humorist, Parodist und Autor.

## Leben
Steidls Eltern hatten ein eigenes Theater (der Vater Robert Franke war Theaterdirektor des Zentralhallen- und Wilhelm-Theaters in Hamburg). Nach dem Zusammenbruch des Unternehmens seines Vaters arbeitete er von 1880 bis 1887 in einer Eisenwarenhandlung. Dann folgten Auftritte in einem kleinen Kabarett in Köln. Mit seinen Couplet-Auftritten zunächst im Berliner Metropol-Theater und von 1894 bis 1906 im Apollo-Theater, stereotyp im grauen Gehrock und mit grauem Zylinder vorgetragen, ähnelt er dem Vortragsstil von Otto Reutter, mit welchem er befreundet war. Gelegentlich trat Steidl auch als Damenimitator auf. Er hatte glanzvolle Auftritte in Operetten von Paul Lincke, der mit Steidl befreundet war und die Melodien zu einigen seiner Couplets komponierte. Für den Kölner Karneval 1922 verfasste er das erfolgreiche Stimmungslied Wir versaufen unsrer Oma ihr klein Häuschen, auf dessen Melodie auch der Text Meine Oma fährt im Hühnerstall Motorrad gesungen wird.
Zeitweise gehörte Steidl den Stettiner Sängern an, welche im Reichshallen-Theater in Berlin gastierten. Sehr umfangreich waren seine Aufnahmen auf Schellackplatte, zumeist bei der Deutschen Grammophon aufgenommen.
Steidl starb am 24. April 1927 in Hamburg und wurde auf dem Berliner Matthäi-Kirchhof begraben.

## Werke
- Der kleine Finkenhahn (1909)
- In der Jugend tut es wohl (Wir versaufen unser Oma ihr klein Häuschen) (1922)
- Wenn du denkst, der Mond geht unter
- Vater, Mutter, Tochter, Bruder
- An der Elbe

## Diskografie
- Ach, du meine Lotte
- Ach Marie
- Aeroplan Mädl
- Asta Couplet
- Auf dem Hängeboden
- Auf der Radrennbahn in Friedenau
- Auf nach dem Eispalast
- Automobil-Couplet
- Bänkelsänger-Ballade
- Caroline
- Das haben die Mädchen so gerne
- Das Lied von der Ehe
- Das Paradiesbett
- Das Pferd, die Kuh und kaa Zeit
- Das will nischt sagen
- Der Badeschwerenöter[9]
- Der Tambour
- Der Wackeltanz
- Der Weihnachtsmann kommt
- Die Drehorgelballade von Celly de Rheydt
- Die Löwenjagd in Leipzig
- Die Welt wird schöner
- Ein Froschmärchen, handelnd von 536 Fröschen, einer liebeglühenden Jungfrau und einer Froschnatur
- Ein verschnupftes Ständchen[10]
- Eine Motorbootfahrt nach Grünau[11]
- Eine Muh, eine Mäh (Wilhelm Lindemann)[12]
- Frühlingsraptus
- Gesang des Inders im Zossener Lager[13]
- HIAWATHA[14]
- Hü-Hott, trala!
- In der Jugend tut es wohl
- Katharinchen mit dem Lockenkopf
- Lohengrin-Parodie
- O grüße mir den Jungfernstieg
- O grüße mir die traute Spree
- Schauerliche Drehorgelballade vom Rentier Dahse
- Schorschel, kauf' mir 'n Automobil
- Siehste, Puppchen, meine kleine süße Fee!
- Uhlenhorster Fährhaus - Gondelfahrt mit Feuerwerk
- Wein-Walzer
- Wenn du denkst, der Mond geht unter
- Wenn Kalkulatorsch in die Baumblüte zieh'n
- Wer die Beine am schnellsten hebt
- Wir haben so nischt und haben so nischt!

## Filmografie
- 1904: Auf der Radrennbahn in Friedenau[15]
- 1915: Robert als Lohengrin
- 1925: Das alte Ballhaus (2 Teile)